# 福山隆雄
福山 隆雄（ふくやま たかお）は日本の物理学者。専門は、プラズマ物理学と物理教育。長崎大学教授。

## 経歴
熊本県玉名郡出身。
2005年から愛媛大学教育学部の教員となり、講師や准教授などを歴任した。
2013年から長崎大学教育学部に移り、准教授となった。
2024年現在は長崎大学学長補佐や長崎大学大学院総合生産科学研究科の准教授も務めている。
また、2020年から2023年にかけて大学入学共通テストの問題作成者も務めた。
2022年には長崎大学論文インパクト賞を受賞した。